# Regina Pacis (Reggio Emilia)
Regina Pacis è un quartiere residenziale di 5 097 abitanti della periferia occidentale di Reggio Emilia. È situato sulla sponda sinistra del torrente Crostolo, a meno di 1 km dal centro storico della città.

## Geografia fisica
Il quartiere si trova in una zona di media pianura a sud della via Emilia, a 56 m s.l.m. È fiancheggiato dal torrente Crostolo ed è attraversato da due canali oggi tombati: la fossetta di Cavazzoli e il cavo Guazzatoio o Guazzatore.
Collocato in un ambito totalmente a carattere urbano confina a nord con il quartiere Carrozzone-Betonica, a sud con il quartiere Bell'Albero-Premuda, a ovest con il quartiere Orologio, a est con i quartieri Santo Stefano e San Zenone-Gattaglio.

## Storia
Regina Pacis nacque dopo la fine della seconda guerra mondiale come espansione del centro urbano di Reggio Emilia lungo l'asse viario per la Val d'Enza. Storicamente il territorio faceva parte delle ville di Cavazzoli e San Pellegrino: sino agli anni Venti la zona era a vocazione agricola, costellata principalmente da case coloniche e caseggiati per braccianti e manovali, con annessa qualche attività artigianale e, di rado, commerciale (osterie, botteghe...). I primi insediamenti residenziali si collocarono ai margini della via Emilia (rione Bainsizza) e lungo il torrente Crostolo. 
Il quartiere prese il nome dalla parrocchia, che fu eretta in loco dal vescovo di Reggio Emilia Beniamino Socche nel 1947, intitolandola a Maria Regina della Pace (Regina Pacis). In loco, tuttavia, erano già sorti la cooperativa di consumo di Villa Cavazzoli e, durante il fascismo, le case popolari del quartiere Le Delizie.
A partire dagli anni Sessanta arrivarono a Regina Pacis molte nuove famiglie provenienti dalle campagne della provincia di Reggio Emilia e dal Sud. La forte crescita demografica indusse la curia vescovile a dar vita ad altre due parrocchie, distaccandole da Regina Pacis: la parrocchia Spirito Santo (che andava a coprire la zona dell'Orologio e parte di via Mascagni) e la parrocchia del Corpus Domini (che aveva giurisdizione sugli insediamenti posti a sud di via Premuda, sul quartiere Bell'Albero e la zona dell'ex mulino di San Claudio). L'amministrazione comunale, negli stessi anni, realizzò il nuovo polo della scuola dell'obbligo di via Premuda.
Il quartiere è da sempre caratterizzato da una rete solida di centri di aggregazione laici e religiosi: la vecchia centrale elettrica dismessa dell'Enel è oggi un centro ricreativo e educativo fondamentale; presso la parrocchia ha sede il gruppo cittadino dell'Agesci e, un tempo, il cinema-teatro Capitol, uno dei luoghi di riferimento per la cultura e il confronto di idee in città.
L'agglomerato è a carattere prevalentemente residenziale con terziario e attività commerciali collocati lungo i principali assi di scorrimento. Non sono presenti aree industriali.

## Monumenti e luoghi di interesse
Il quartiere è a vocazione prevalentemente residenziale e, in minima parte, terziaria. Lungo la via Emilia e via Mascagni sono presenti villini tipici dell'architettura del primo Novecento, immobili di pregio storico-architettonico e testimoniale posti sotto tutela sia dalla normativa urbanistica che, in alcuni casi, dal Ministero per i beni e le attività culturali.

### Architetture religiose
- Chiesa parrocchiale di Regina Pacis, via Gorizia (1947-1957).
- Chiesa e asilo infantile del Sacro Cuore, via Milazzo (1937).
- Edicola votiva, via Dalmazia.

### Architetture civili
- Vecchia centrale Enel (dismessa), via Gorizia (anni 1910).
- Scuola elementare Delizie-Bainsizza (oggi Dante Alighieri), via Puccini (1937), di Prospero Sorgato[9].
- Quartiere Ifacp Le Delizie di Villa Cavazzoli, via Mascagni (demolito, anni 1930).[10]
- Centro parrocchiale di Regina Pacis (ex cinema Capitol), via Zandonai, Iotti e Pavarani architetti (2010-2014).[11][12]

### Altro
A Regina Pacis sono presenti alcuni assi viari di origine romana come, ad esempio, la Via Emilia e l'asse di via Gorizia. Tuttavia la viabilità storica minore, tutelata anche dagli strumenti di pianificazione urbanistica, include l'asse di via Dalmazia-via Dante Zanichelli (il lungo Crostolo un tempo chiamata la strada delle Delizie) e via Premuda.

### Aree Naturali
Il quartiere è attraversato dalla Cintura verde cittadina, costituita dai parchi fluviali lineari che interessano i tre principali corsi d'acqua che attraversano il territorio comunale. Regina Pacis è lambita a est dal torrente Crostolo, su cui insiste una spina verde ricca di vegetazione spontanea e filari di alberi fiancheggiata da un percorso ciclopedonale, che funge da barriera con il centro della città.
I principali parchi pubblici del quartiere sono tre, collegati fra loro da piste ciclabili e percorsi per i pedoni:
- Parco Il Gelso, via Puccini[14].
- Parco Il Nocciolo Rosso (o Paolo Davoli)[15], via Vincenzo Gianferrari.
- Parco Le Querce Rosse, via Zandonai[16].

Presso la vecchia centrale Enel si trovano gli orti sociali.

## Società
L'area, nonostante sia de facto ormai satura dal punto di vista urbanistico, fra il 2000 e il 2015 è stata caratterizzata da un aumento dei residenti del 14%. L'indice di vecchiaia è in linea con la media comunale ma il tasso di natalità è di poco superiore. I componenti medi a famiglia sono 2,1, dato simile alla media generale del comune. La popolazione con cittadinanza non italiana residente a Regina Pacis è pari al 25,6% (rispetto al 16% complessivo di tutto il comune) e arriva per la maggior parte da Albania, Ucraina e Romania.

## Cultura
Nel quartiere hanno sede diverse istituzioni scolastiche, culturali e ricreative. Le principali sono:

### Infanzia
- Nido d'infanzia comunale L. Bellelli, via Puccini[19].
- Scuola dell'infanzia paritaria Sacro Cuore, via Milazzo[19].

### Scuola dell'obbligo
- Istituto comprensivo Lepido (scuola dell'infanzia e scuola primaria statale Dante Alighieri, via Puccini[20]).

### Altre attività educative
- Attività educative pomeridiane al circolo Arca Enel La Centrale[21], via Gorizia.
- Attività educative pomeridiane alla parrocchia di Regina Pacis[22], via Gorizia.

In zona operano associazioni culturali attive in campo, sociale, culturale e ambientalista. Tuttavia, presso l'area parrocchiale, sino agli anni 2000 era attivo il cinema Capitol il quale, oltre a proiettare lungometraggi in lingua originale, promuoveva rassegne dedicate al cinema d'autore.

## Infrastrutture e trasporti
A Regina Pacis è situata la centrale Enel di via Gorizia che, nella seconda metà del Novecento, ha sostituito la vecchia centrale collocata poco più a est, verso il centro della città e oggi adibita a centro ricreativo, sportivo e culturale. La rete ciclabile è molto diffusa, in particolare lungo gli assi stradali di attraversamento del quartiere e a ridosso delle attrezzature pubbliche (scuole, parchi, ecc.). Molto diffusa è anche la rete del trasporto pubblico urbano che, fra l'altro, è ad alta frequenza: sono ben 4 le linee del trasporto pubblico urbano che transitano in loco collegando Regina Pacis al centro cittadino e ai centri abitati della prima cintura, esercite da SETA. La fermata ferroviaria più vicina è quella di Reggio all'Angelo, posta sulla ferrovia Reggio Emilia-Ciano d'Enza.

## Sport
Gli impianti sportivi sono prevalentemente pubblici, ad eccezione del circolo Arca Enel La Centrale che, tuttavia, collabora con la pubblica amministrazione e i servizi sociali. Le principali strutture sono:
- Palestra scolastica comunale Dante Alighieri, via Puccini, gestita da Polisportiva San Prospero A.S.D. (ginnastica, pallavolo)[24].
- Campo di calcio comunale, via Puccini, gestito da A.S.D. Reggiana Calcio Femminile (calcio, frisbee)[25].
- Stadio comunale Zandonai, via Zandonai, gestito da Olimpia Regium A.S.D. (calcio a 5)[26].
- Campo da tennis parrocchiale, via Gorizia.
- Complesso sportivo del circolo Arca Enel La Centrale, via Gorizia, gestito da Polisportiva Foscato (calcio, sport di squadra).
- Campo (pitch) di cricket, parco comunale Il Gelso, via Puccini.